# Quarter Video Graphics Array
Quarter Video Graphics Array（QVGA）とは、表示装置などの画素数構成の一つ。縦横の画素数は320×240個（数値が逆の場合もある）、つまりアスペクト比としては4:3になる。画素数が縦横ともVGAの2分の1であるため、総画素数ではVGAの4分の1 （=Quarter）となる。
QVGAのディスプレイは2009年頃まで、PDAや携帯電話、PHSなどの小型情報家電用として使われていた。
移動体端末向けの地上デジタルテレビジョン放送であるワンセグの解像度も最大で320×240である。

## QVGAの派生規格
QVGAをベースに、長辺を拡張したQVGA+（キューブイジーエープラス：日本電気の登録商標）、ワイドQVGA（ワイドキューブイジーエー）、ワイドQVGA+（ワイドキューブイジーエープラス）、フルワイドQVGA（フルワイドキューブイジーエー）が存在する。
QVGA+
345×240ドットでアスペクト比は4.3125:3。日本電気（NEC）が開発、自社製携帯電話端末に採用している。QVGAに比べ25×240ドット広い領域は、電波状況・電池残量・未確認メールの有無の表示等に利用される。
ワイドQVGA
400×240ドットでアスペクト比は5:3。カシオ計算機が開発、ワンセグの普及や携帯電話の大画面化もあり、ほとんどの携帯電話製造メーカーが自社製携帯電話端末に採用している。
ワイドQVGA+
427×240ドットでアスペクト比はほぼ16:9。NECが開発、NEC・パナソニック モバイルコミュニケーションズが自社製携帯電話端末に採用している。
フルワイドQVGA
432×240ドットでアスペクト比は16.2:9。ソニー・エリクソンが開発し、ソニエリ・富士通が自社製携帯電話端末に採用している。